# Київська фортеця

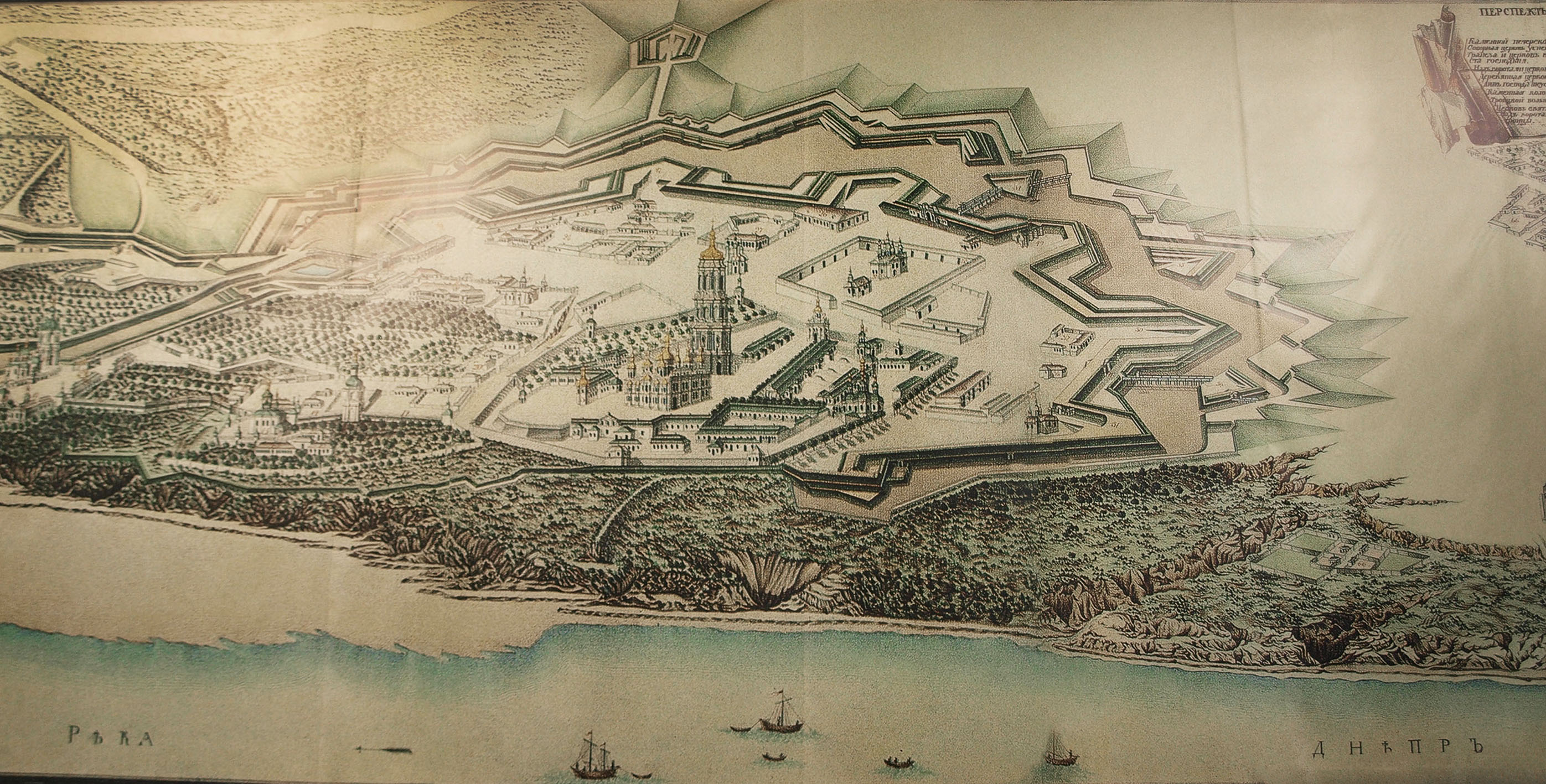
План Києво-Печерської фортеці, 1783

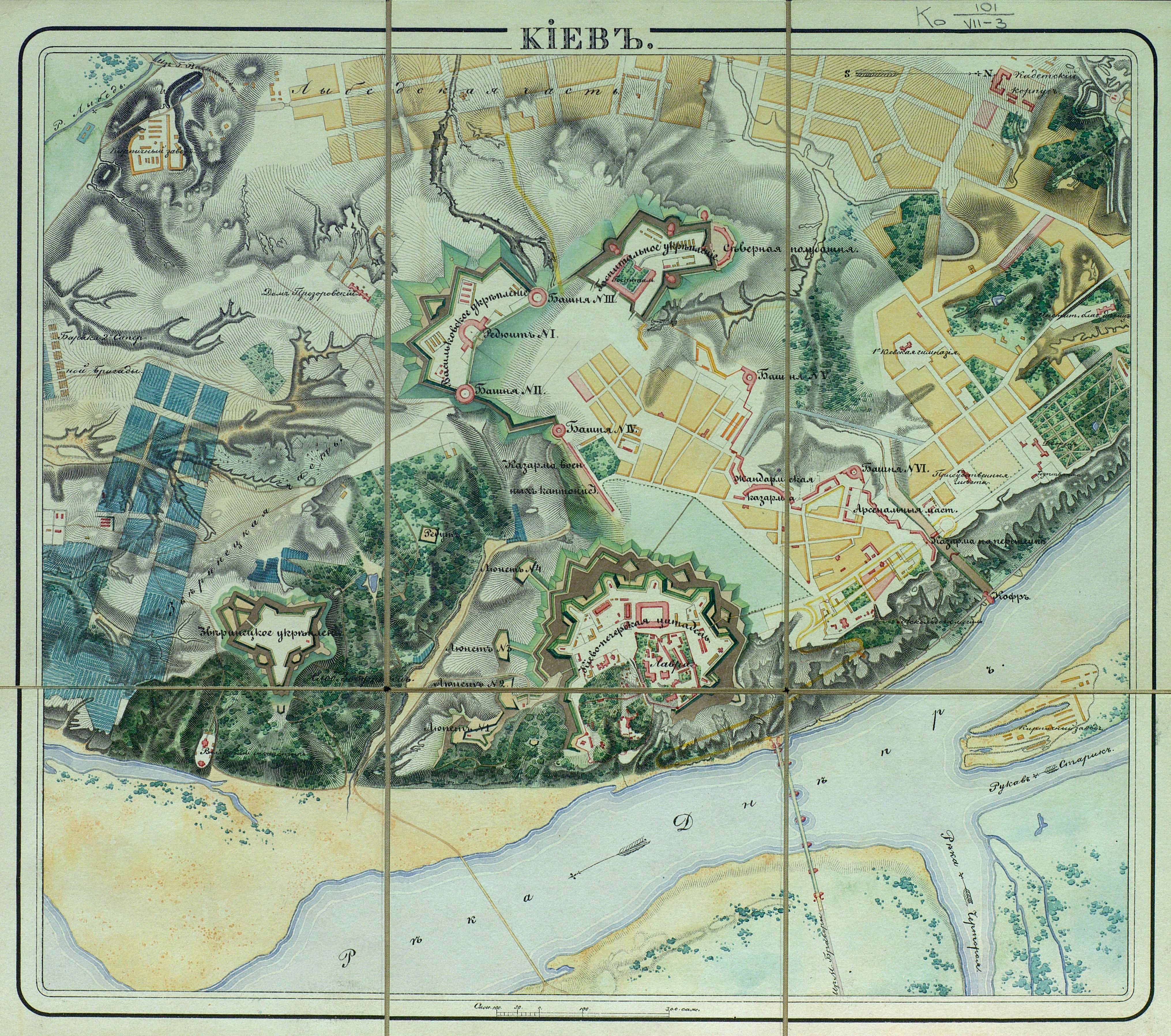
План Київської фортеці, 1830-ті роки

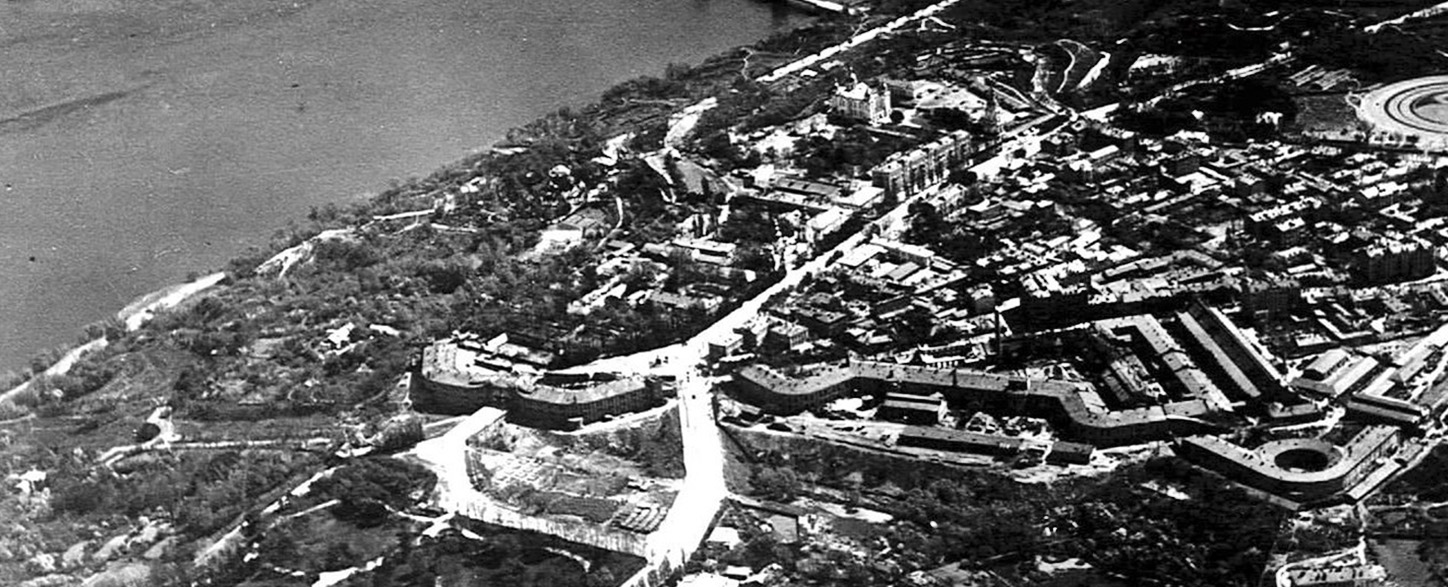
Панорама фортеці (аерофото 1918 року)

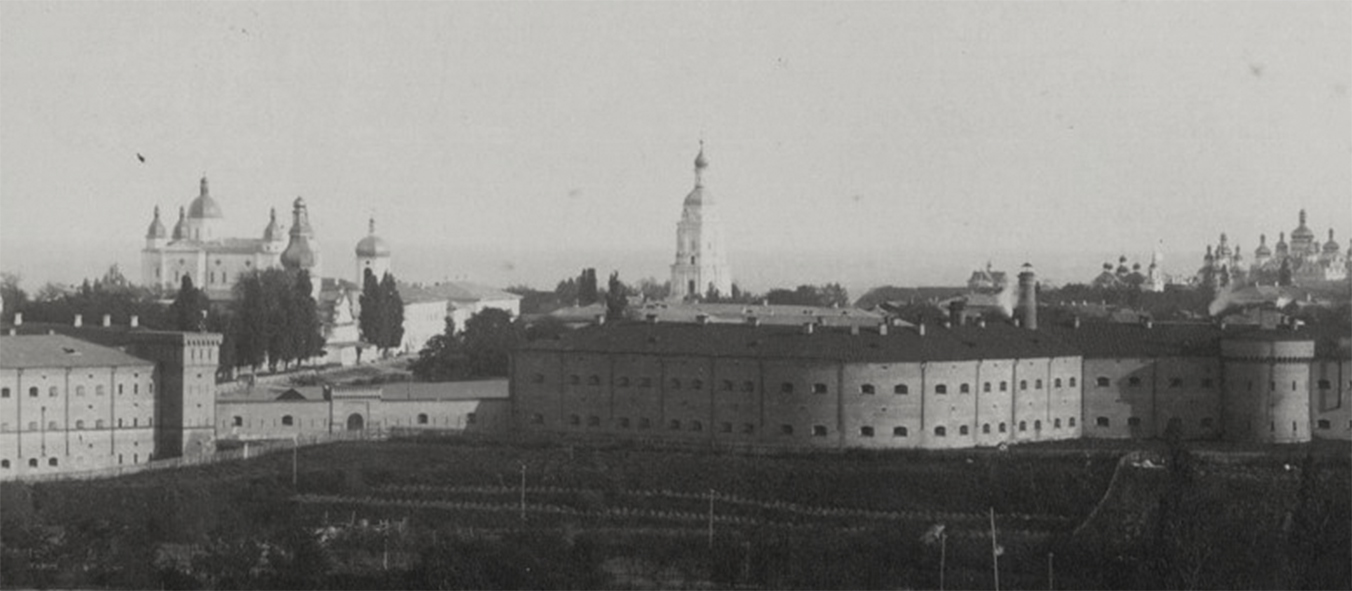
На передньому плані: арсенальні майстерні, Микільська брама (зліва). На задньому: Великий і малий Микільські собори, лавра (справа)

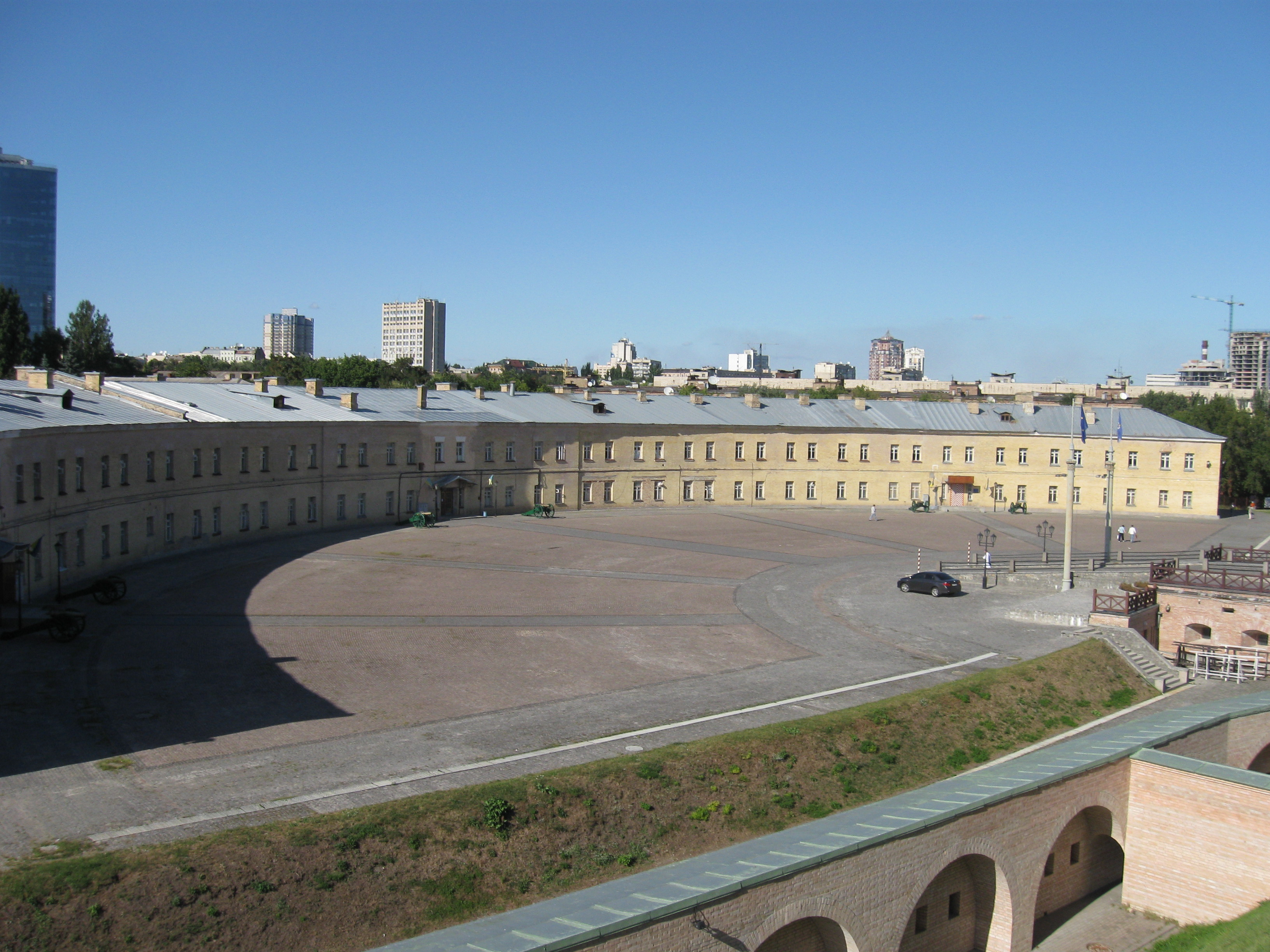
Північна напівбашта Госпітального укріплення. Серпень 2009 року

Ки́ївська форте́ця — комплекс укріплень та оборонних споруд, що будувалися на кожному новому етапі розвитку Києва, відповідно до військово-політичної необхідності та виходячи з економічних можливостей міста.

## Історія
Історія фортифікації Києва почалась наприкінці V — початку VI століття з городища на Старокиївській горі. Тоді воно було укріплене земляними валами, ровами та частоколами. З початком князювання Володимира Великого розпочалося будівництво нової міської фортеці площею в 10 га, центральний ансамбль міста розбудовувався протягом трьох століть Центральну частину міста, або Гору, оточили високі земляні вали з дерев'яними баштами. До нього прилягали укріплені передмістя, найбільшим із яких був Поділ. Після смерті Володимира між його синами розгорілась боротьба за великокняжий стіл. Після битв на київському столі утвердився Ярослав Мудрий. Роки його князювання 1019—1054 стали періодом подальшого піднесення Русі та її столиці. У Києві розгорнулося величезне будівництво. Ярослав енергійно продовжив заходи з захисту південних кордонів Русі від кочовиків. Укріплення «міста Ярослава» являли собою систему земляних валів з дерев'яними стінами. Вони обгороджували територію Верхнього міста площею 80 га з заходу і з півдня, а з півночі межували з оборонними спорудами «міста Володимира» і «міста Ізяслава». Загальна довжина валів «міста Ярослава» — 3,5 км. Вали, що існували до XIX ст., згодом були зриті. Каркас валу було зроблено з дубових клітей — городень і засипано землею, вийнятою з рову. По верху валу заввишки 12 м споруджувалися дерев'яні стіни — заборола з вежами, галереями та господарськими клітями. Ширина валу в основі — 31 м, висота із заборолами — 16 м. До міста вело троє воріт Львівські, Лядські та Золоті — головний урочистий в'їзд до Києва. Тільки одні ворота дійшли до нашого часу у вигляді руїн — Золоті. Крім «міста Володимира» і «міста Ярослава», інші райони стародавнього Києва — Копирів кінець і Поділ — також були укріплені валами, ровами та стінами, вони значно поступалися укріпленням Верхнього міста.
8 березня 1169 року війська коаліції північноруських князівств на чолі з володимиро-суздальським князем Андрієм Боголюбським почали штурм Києва.
Взяти місто не вдалося, але після недовгої облоги й за відсутності підмоги частина війська Мстислава і він сам втекли, і 8 березня 1169 року захисники міста здалися, вважаючи, що за тогочасною традицією новий князь прийшов правити. Однак Київ зазнав небаченого спустошення — за п'ять днів було спалене й розграбоване, тисячі жителів — вбиті. Наступного року Мстислав відвоював Київ і прогнав Гліба, брата Андрія Боголюбського, якого той посадив княжити, але невдовзі помер і київський престол знову посів ставленик Боголюбського Мстислав Ростиславич Хоробрий. Через три роки він попав у немилість через надто самостійну політику й у 1173 році розбив військо Андрія Боголюбського, надіслане на нове захоплення Києва. Розорення Києва підірвало його авторитет і економічну міць — місто почало занепадати й напередодні монгольської навали в Києві вже не було князів, а ним правили намісники.
Таким чином, у 1240 році війська хана Батия взяли в облогу Київ. 6 грудня зуміли через замерзле Козине болото, що біля Лядських воріт увірватися до Києва. У результаті Київ разом з його укріпленнями був зруйнований та прийшов у занепад.
Після відходу татар Київ переходить у володіння галицьких князів, в цей період роботи по укріпленню міста не проводилися. З 1362 до 1569 Києвом володіють литовські князі. У цей час центром Києва стає Поділ, і проводяться заходи з укріплення міста. Зокрема, Поділ обноситься валом, стінами та вежами з дерева. Литовські князі не стали відновлювати вали Верхнього міста, а збудували дерев'яний замок на горі, що панує над Подолом. Цей замок був резиденцією литовського воєводи.
У 1569 році Київ переходить під владу польського короля. Польський гарнізон розміщувався в замку, та витримав у 1593 році облогу козаків. 1605 року під час грози від удару блискавки замок згоряє. Відновлений після пожежі, він витримав ще одну облогу козаків і проіснував до 1651 року, коли вчергове був спалений повсталими проти польського гарнізону жителями міста і козаками. Після цього гора спорожніла, і фортифікаційні роботи в Києві на деякий час припиняються, але відтоді за горою закріпилася ще одна назва — Замкова.
У 1679 році під командуванням гетьмана Івана Самойловича, на місці стародавніх укріплень Ярослава Мудрого, були пристосовані та поновлені земляні вали, влаштовані невеликі бастіони. Одночасно з цим ділянки давніх валів, які не потрібні були для оборони, зривалися. Крім цих робіт у Старому місті було насипано новий поперечний вал бастіонного абрису. Це забезпечувало місту стійку оборону в разі прориву валу, що проходив у низинній частині міста (як це трапилося в 1240 року). Міцній обороні сприяло й те, що новий вал мав сучасніший абрис з бастіонами.
Козаки також звели навколо Києво-Печерської Лаври та Печерського поселення земляну чотирикутну фортецю з частоколом, започаткувавши тим самим нове фортифікаційне будівництво на Печерську. По кутах фортеці розміщувалися невеликі бастіони й дерев'яні надбрамні башти. У 1682 році всі ці роботи були закінчені. 1684 року під керівництвом генерала Патріка Ґордона роботи в Старому місті, які полягали в ремонті фортечних споруд і закінченні будівництва деяких верків, були продовжені. На цьому роботи з укріплення Старого міста на довгий час припинилися.
У 1696—1701 році за кошти Івана Мазепи та під керівництвом Дмитра Аксамитова навколо Верхньої лаври звели кам'яну стіну з кількома баштами та церквами.
Поки тривали роботи по будівництву кам'яної стіни навколо Верхньої Лаври, почалась війна Польщі та Росії зі Швецією (1700—1721). Провівши ревізію укріплень Києва, Петро I розпорядився звести на Печерську нову фортецю. Роботи проводились під керівництвом військового інженера Гофмана. Нагляд за будівництвом був доручений гетьману І. Мазепі та полковнику Гейсену. Будівництво тривало з 1706 по 1723 роки. При цьому фортеця в Старому місті отримала назву Старокиївська. Таким чином, у 1723 році в Києві розташовувалися дві самостійні фортеці: Печерська (іменована іноді Петрівською) і Старокиївська.
У 1712 році під командуванням гетьмана Скоропадського козаки зводять ретраншемент — безперервне укріплення у вигляді рову та валу, що з'єднало обидві фортеці.
В очікуванні війни з Францією Військовим міністерством було розроблено та реалізовано будівництво низки укріплень. У зв'язку з чим 24 червня 1810 року розпочалось будівництво Звіринецького укріплення. Збудоване укріплення мало три бастіони (Великий, Повний і Печерський), один напівбастіон (Видубицький), один горнверк, та два дерев'яні капоніри. Фронти укріплення були посилені равелінами й деякими іншими невеликими укріпленнями. Перед шпіцом Печерського бастіону розташовувалася напівкругла батарея для обстрілу підступів до Наводницької дороги. Вали та рови мали невеликий польовий профіль, але через панівне положення укріплення вважалося досить міцним.
Наступний план перебудови Київської фортеці був складений Карлом Опперманом, в ході будівництва вносилися зміни. В результаті були збудовані нові укріплення — Васильківське та Госпітальне, а також оборонні башти № 4, № 5, № 6, казарма воєнних кантоністів, жандармська казарма, оборонна будівля арсенальних майстерень, казарма на перешийку, набережний верк, оборонні споруди з'єднувалися цегляними оборонними стінами. Також були побудовані нижня та верхня підпірні оборонні стіни. До складу фортеці також увійшла колишня Печерська фортеця, тепер вона відігравала роль цитаделі. Роботи на Звіринецькому укріпленні не проводились, його передбачали зрити, але до знищення укріплення справа так і не дійшла.

В ході підготовки до Східної (Кримської) війни у Києві збудували Передмостне укріплення «тет-де-пон» (1854—1855) для захисту Ланцюгового мосту та 11 батарей.
|                                             |  |  |
| Монета Київська фортеця номіналом 5 гривень |  |  |

У 60-х роках XIX ст. була прийнята на озброєння нарізна артилерія у зв'язку з чим, почалось будівництво фортових укріплень. Таким чином модернізація не обійшла й Київ, у 1877 році для захисту підступів до залізничного мосту через Дніпро був побудований Лисогірський форт.
Тож історія Київської фортеці – це історія міста, вони нероздільно пов'язані один з одним. Оборонні споруди будувалися на кожному новому етапі розвитку Києва, відповідно до військово-політичної необхідності та виходячи з економічних можливостей міста. Окрім оборонних функцій Київська фортеця виконувала роль місця позбавлення волі. Першими ув'язненими були учасники Січневого повстання 1863—1864 років За вироком військово-польового суду п'ять керівників польських повстанських загонів були розстріляні у рову Києво-Печерської цитаделі.

## Сучасний стан
Збережені укріплення та оборонні споруди Київської фортеці є історико-архітектурними пам'ятками. Комплекс фортечних споруд XVIII—XIX століття, розміщений на пагорбах високого правого берега Дніпра, обмежених з півночі Кловським яром, з півдня і заходу — схилами долини річки Либідь. До сьогодні збереглися фрагменти валів Звіринецького укріплення (нині територія Національного ботанічного саду імені М. М. Гришка НАН України). Від Печерської цитаделі залишилась частина бастіонів (з яких ревіталізовано лише Спаський бастіон у 2019 році), один з чотирьох люнетів (люнет № 4) та цегляна оборонна стіна, яка змикала цитадель з боку Дніпра. Окрім того, збереглись її внутрішні укріплення — Мазепинські мури з вежами, що є найдавнішою пам'яткою середньовічного типу. Васильківського укріплення збереглись всі три башти та лівофлангові відкриті каземати оборони рову, частина горжової стіни, потерна № 4.
На території колишнього Госпітального укріплення розташований Головний військовий клінічний госпіталь та Національний історико-архітектурний музей «Київська фортеця». Збереглась казематована будівля госпіталю, 5 капонірів (2 з яких музеєфіковано) та 3 потерни, Північна напівбашта, Північна брама, частина ескарпової стіни. Лисогірський форт, що був самостійним укріпленням, зберігся досить добре. Зараз можна побачити всі бастіони форту — пів бастіон № 1 і бастіон № 2), полігональний бастіон № 3, флеш, огорожу кремальєрного абрису, люнет та всі 8 цегляних потерн.

## Музеєфікація
Музеєфікація оборонних споруд розбочалася у 30-х роках XX століття, коли в Косому капонірі Госпітального укріплення колишньої політичної в'язниці (так званого «Київського Шліссельбурга») було відкрито Історико-революційний музей-пам'ятку «Косий капонір». 1971 року на честь п'яти страчених керівників Січневого повстання 1863—1864 років на ескарповій стіні, що слугувала частиною тюремного подвір'я, навпроти входу до Косого капоніра, була встановлена меморіальна дошка.
У 1991 році музей «Косий капонір» перетворено на Історико-архітектурну пам'ятку-музей «Київська фортеця».
25 травня 1993 року під час візиту президента Польщі Леха Валенси біля меморіальної дошки українською мовою було відкрито дошку з написом польською мовою. 1997 року з ініціативи дирекції музею «Київська Фортеця» між обома дошками був вмурований хрест з чорного граніту. Зараз в потерні капоніру з ініціативи директора музею О. С. Новікової-Вигран розміщені також дошки з 811 прізвищами повстанців, а 2017 року відкрито оновлену експозицію.
14 травня 2021 року Національний банк України ввів у обіг недорогоцінну пам'ятну монету «Київська фортеця» номіналом 5 грн та срібну монету «Київська фортеця» номіналом 10 гривень. Вони належать до серії «Пам'ятки архітектури України».
Під час проведення масштабних реставраційних робіт та музеєфікації Госпітального укріплення, було відновлено земляні вали, виконано консервацію капоніра І полігону, реставровано в'їзну вежу з Центральним капоніром та мостом, Госпітальну площу, Косий капонір. Тепер всі ці споруди є об'єктами екскурсійного показу. Капонір II полігону було музеєфіковано. На сьогодні в Госпітальному укріпленні Київської фортеці існує три експозиції: «Історія фортифікації на теренах України» в капонірі II полігону, «Історія використання споруд Київської фортеці» в Косому капонірі та експозиція просто неба з фортечними валами, ровами та ескарповою стіною.
Також до Національного історико-архітектурного музею «Київська фортеця» належать пам'ятки архітектури Башта № 4 (вул. Старонаводницька, 2), пам'ятка архітектури Національного значення «Лисогірський форт», який має статус об'єкта природно-заповідного фонду України (Регіональний ландшафтний парк «Лиса гора» загальною площею 137,1 га (вул. Саперно-Слобідська).
На території Національного історико-архітектурного музею «Київська фортеця», у День Збройних Сил України, 6 грудня 2023 року, відбулося урочисте відкриття пам'ятника Герою України Олександру Мацієвському (автори скульптури Олег Цось та Альбіна Сафонова).

## Зображення

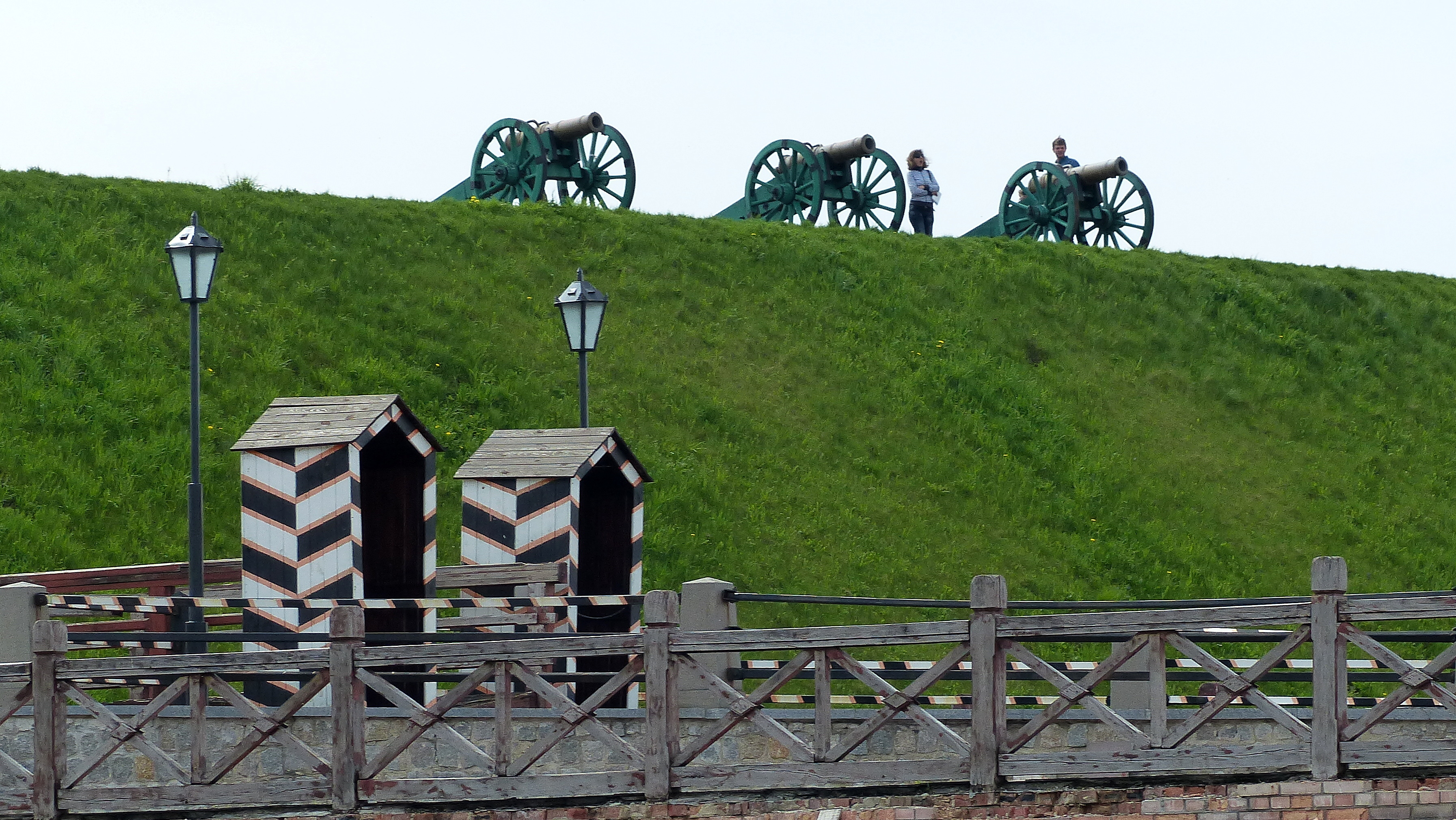
Гармати на валу Госпітального укріплення
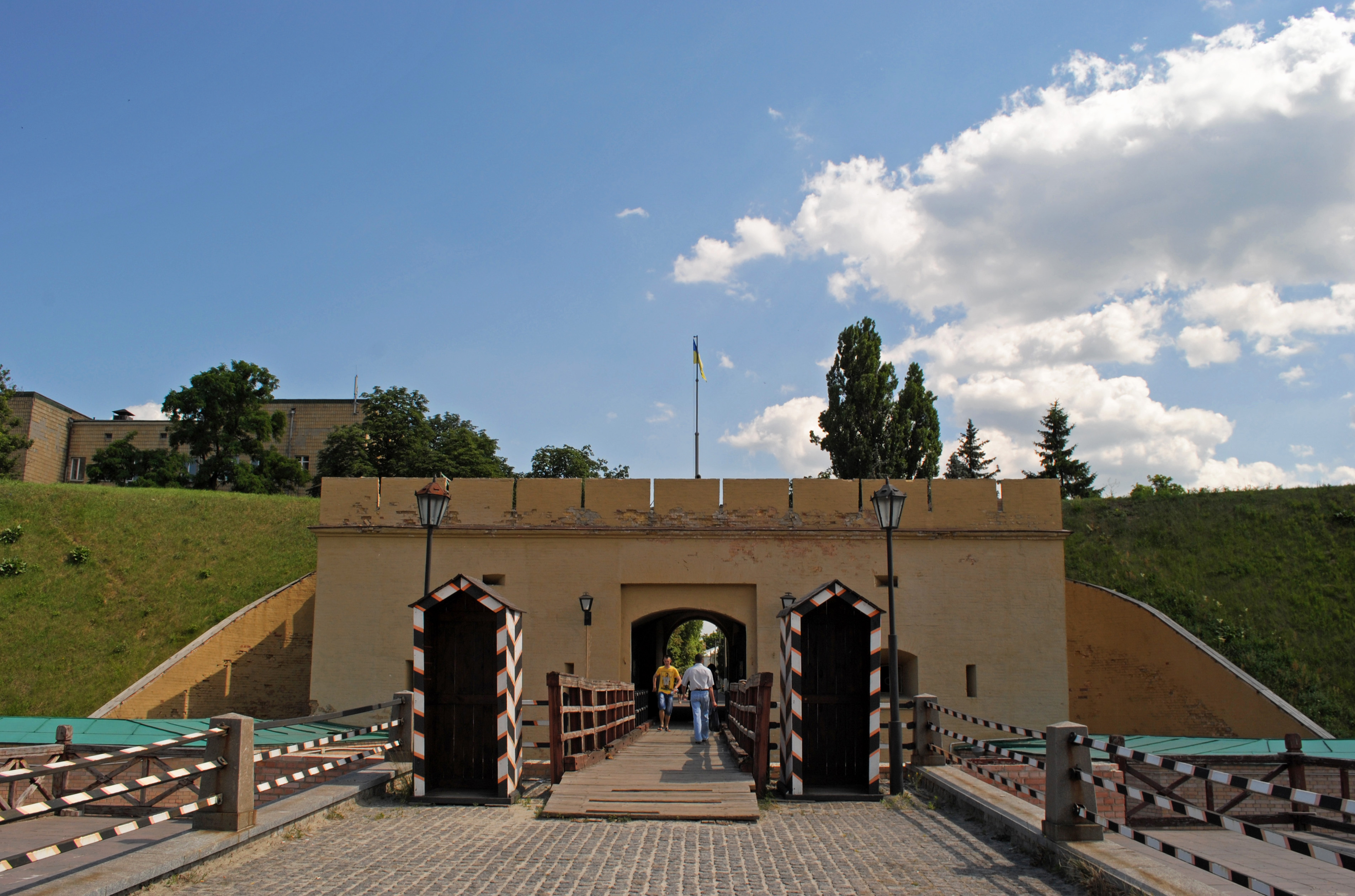
Північна брама Госпітального укріплення
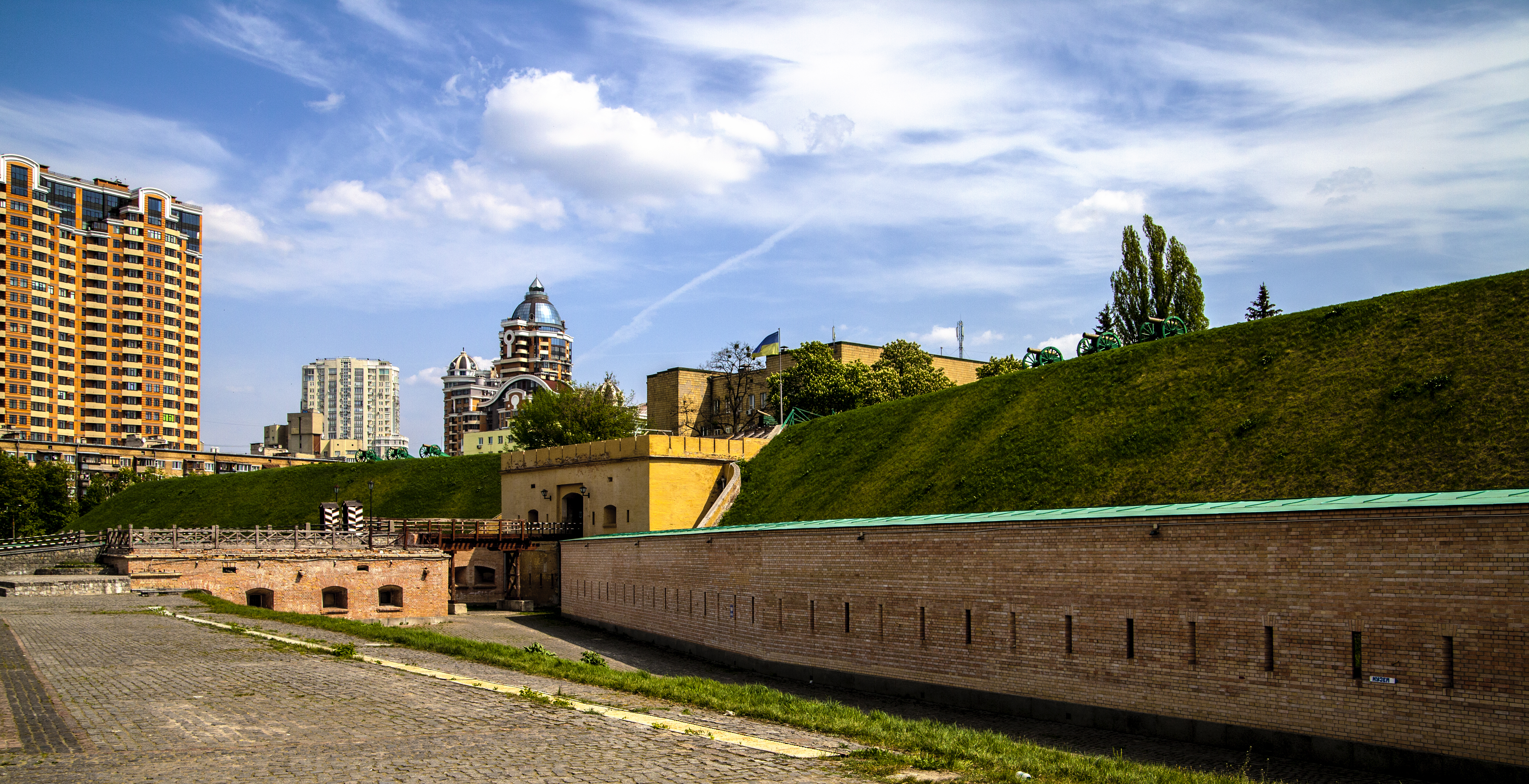
Вал та Північна брама Госпітального укріплення (вид з заходу)
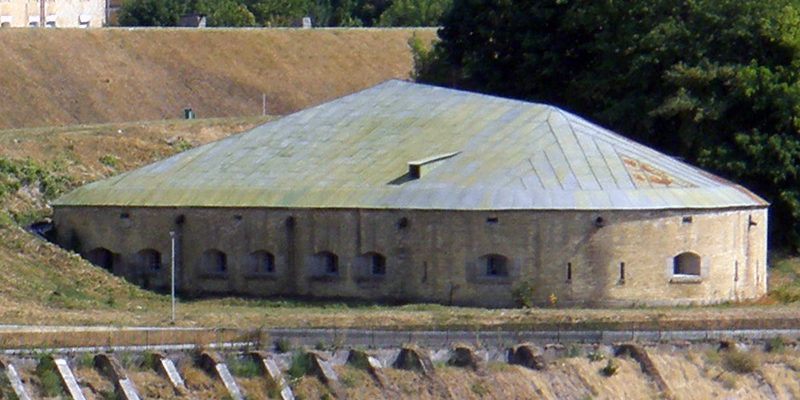
Косий капонір № 5 Госпітального укріплення
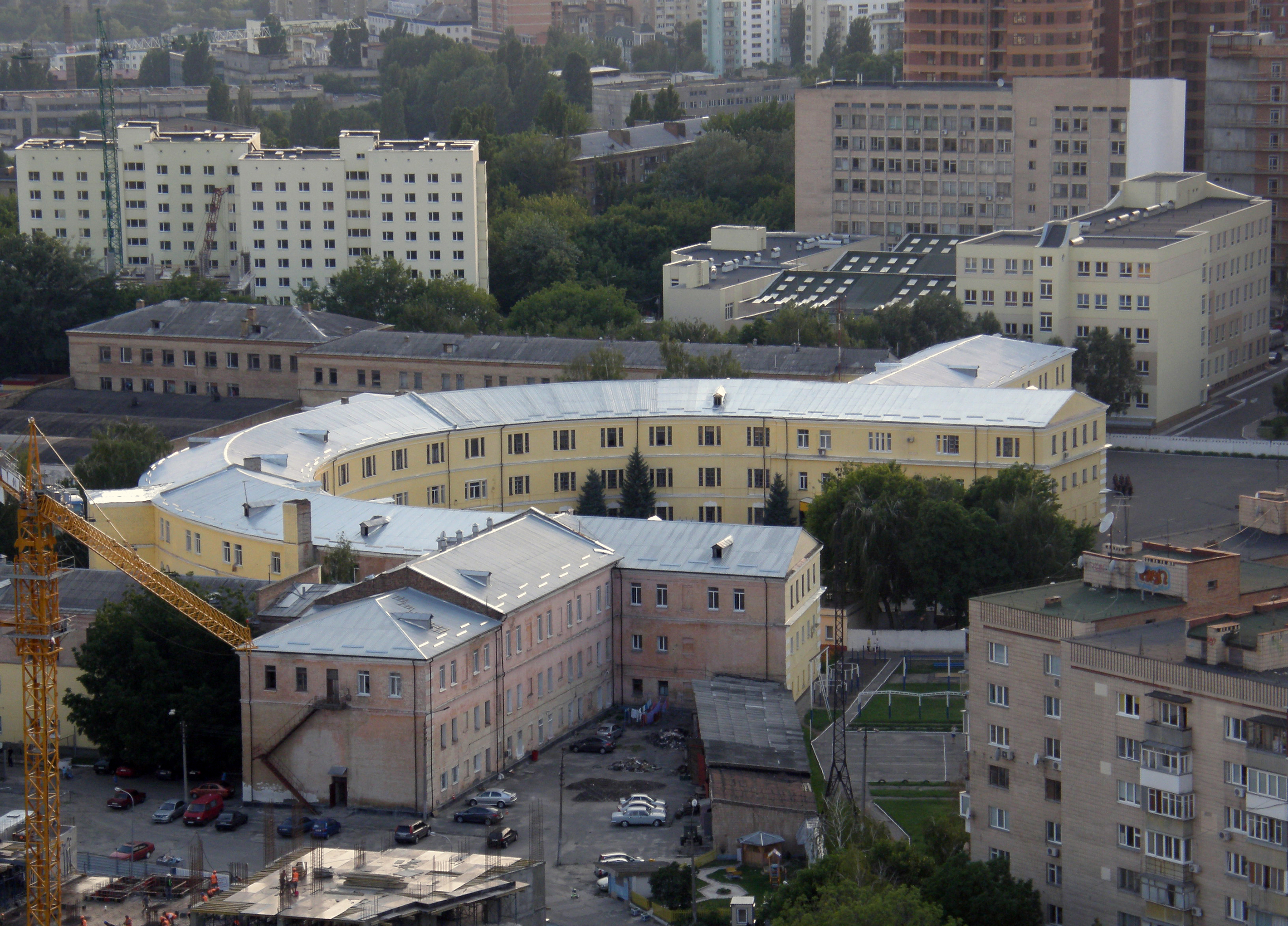
Башта № 1 (редюїт) Васильківського укріплень
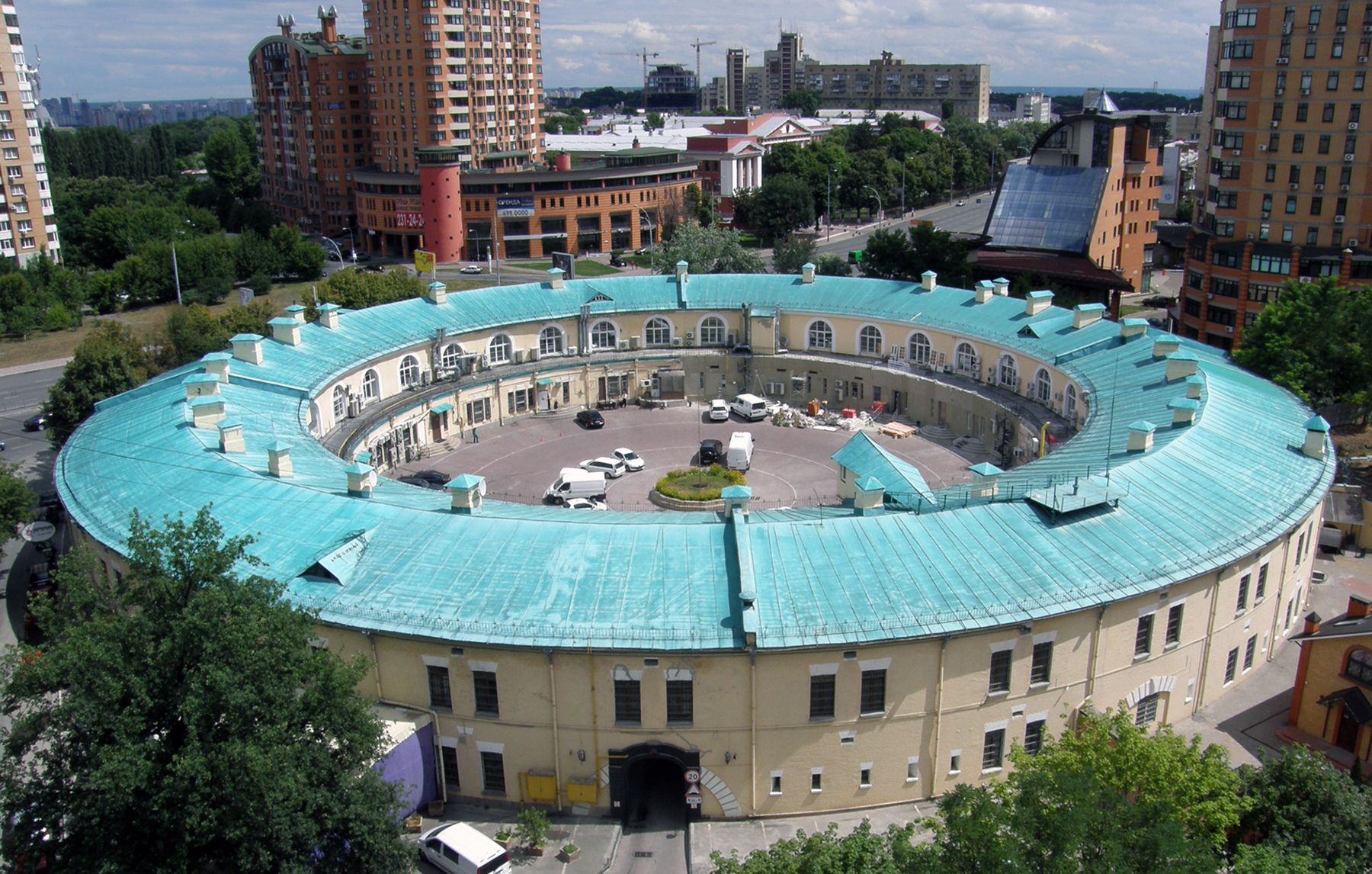
Башта (№ 2) Васильківського укріплення
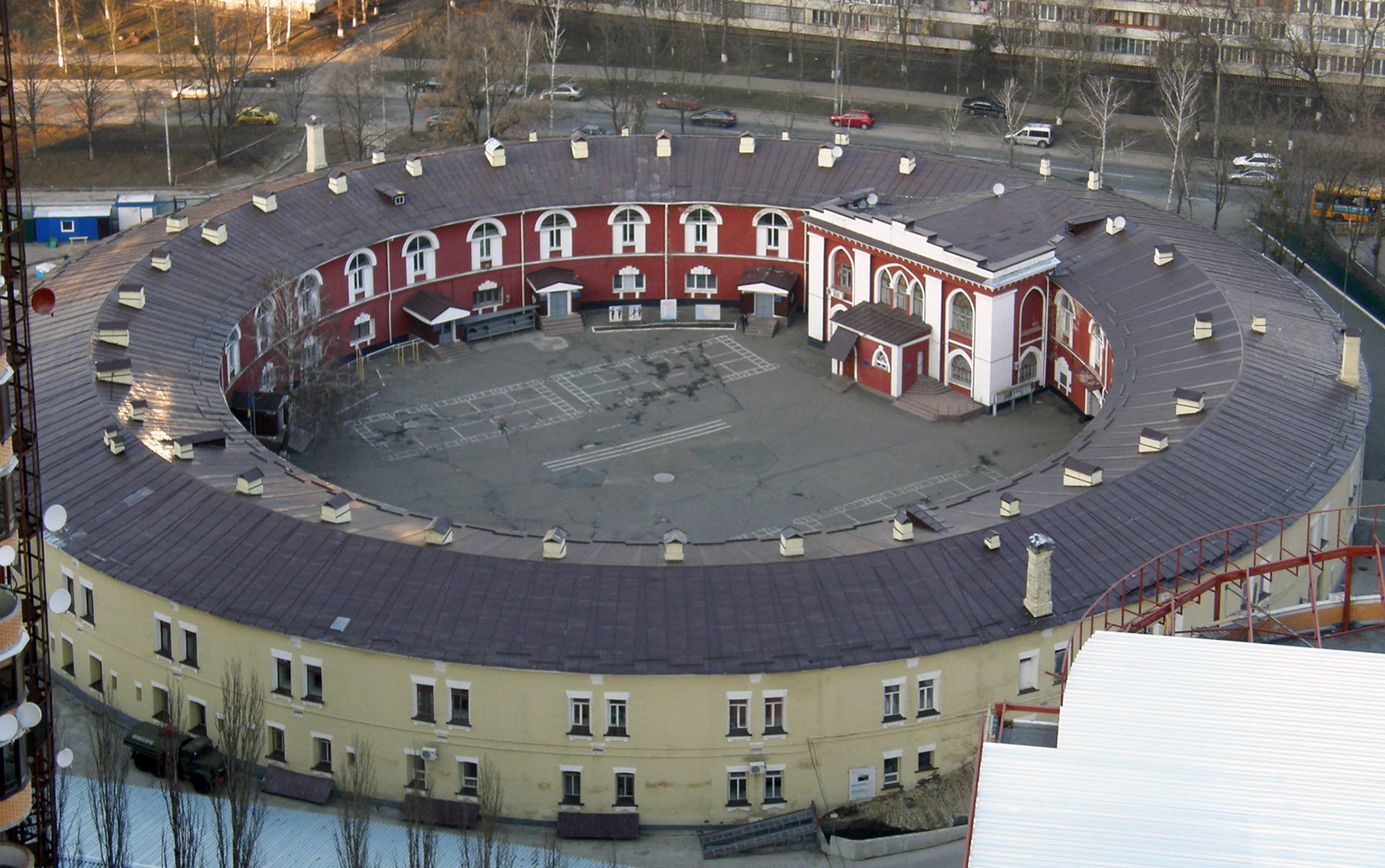
Башта № 3 (Прозорівська) Васильківського укріплення
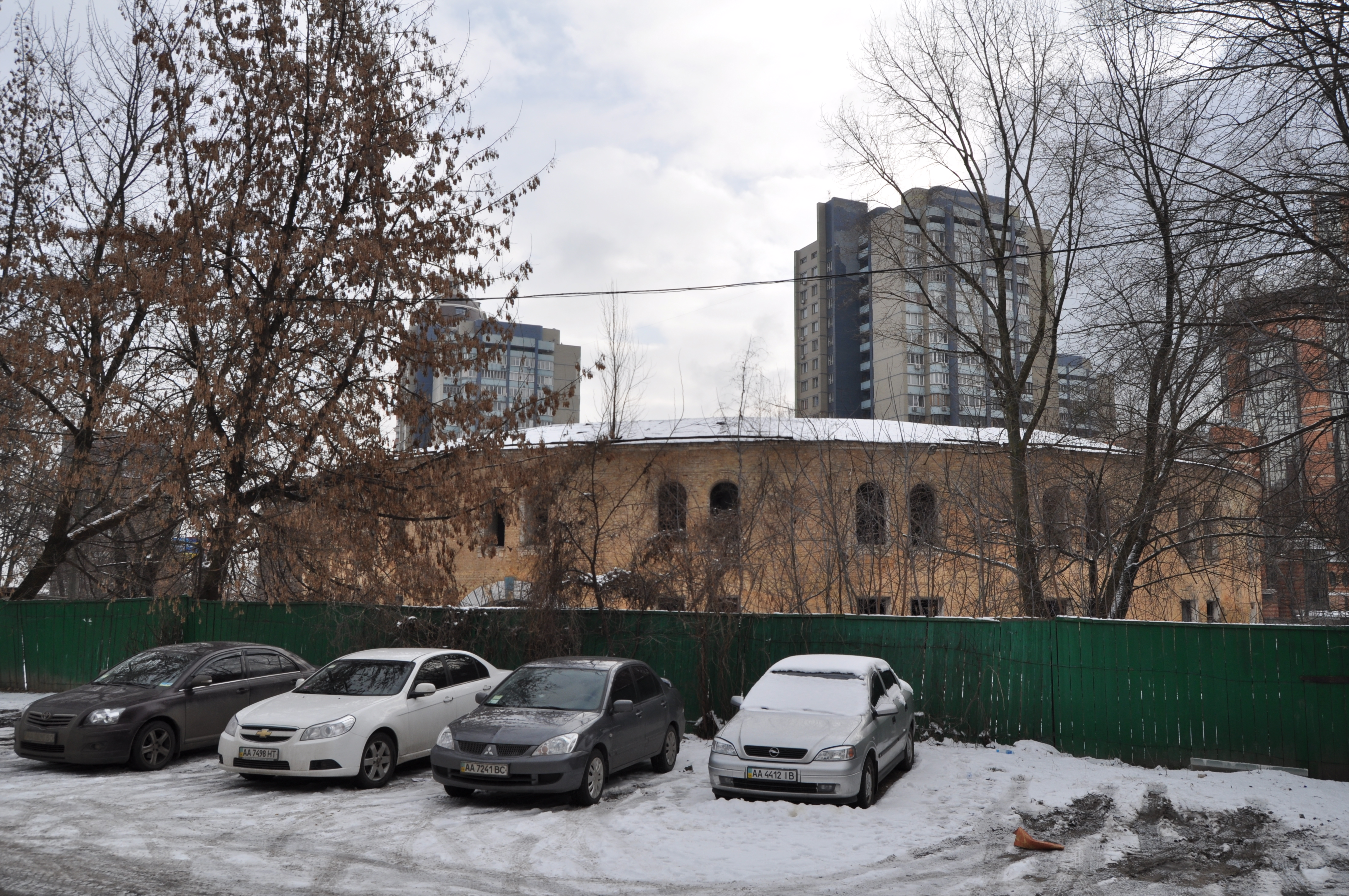
Башта № 4 (Наводницька)
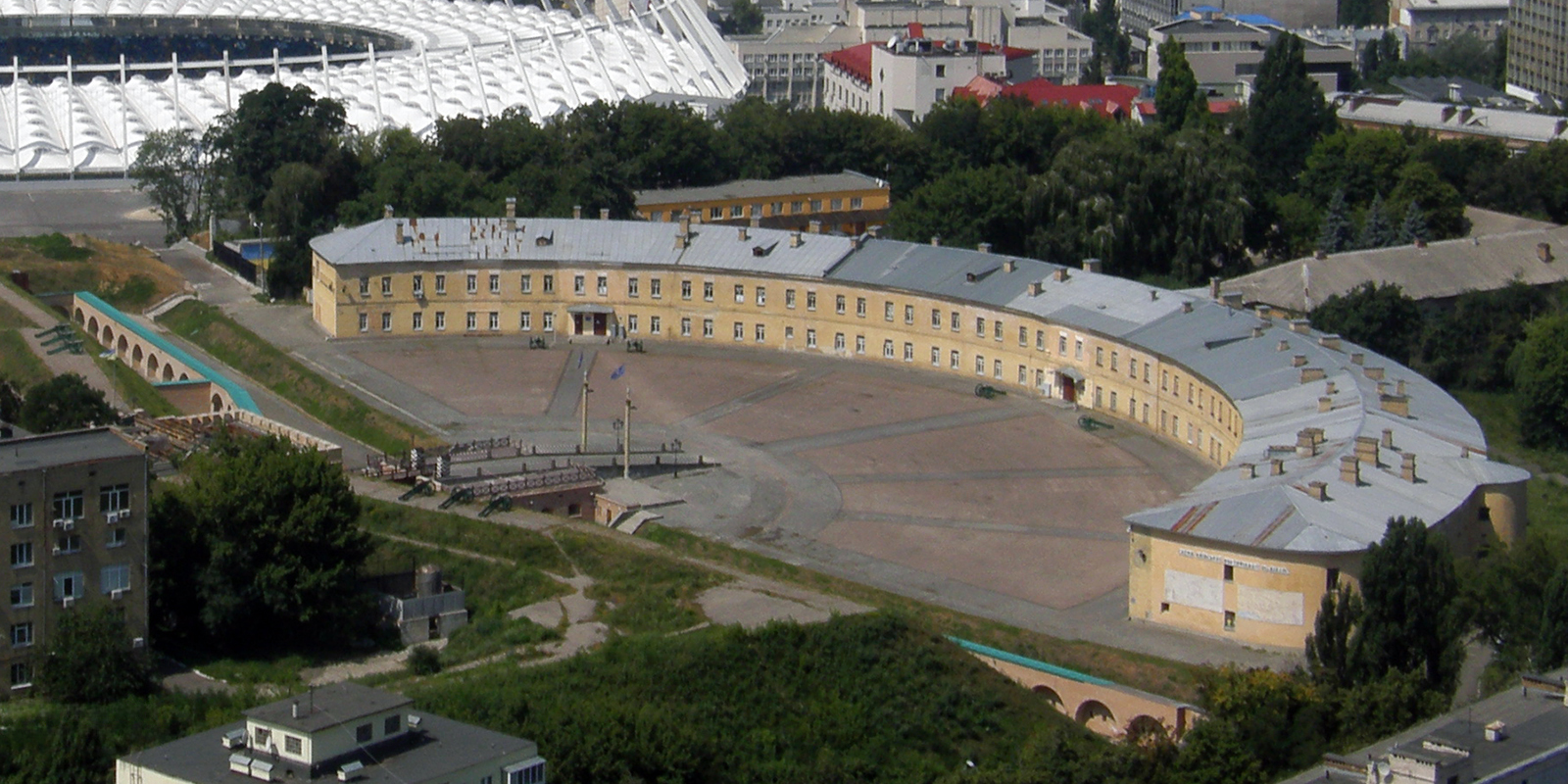
Північна напівбашта Госпітального укріплення

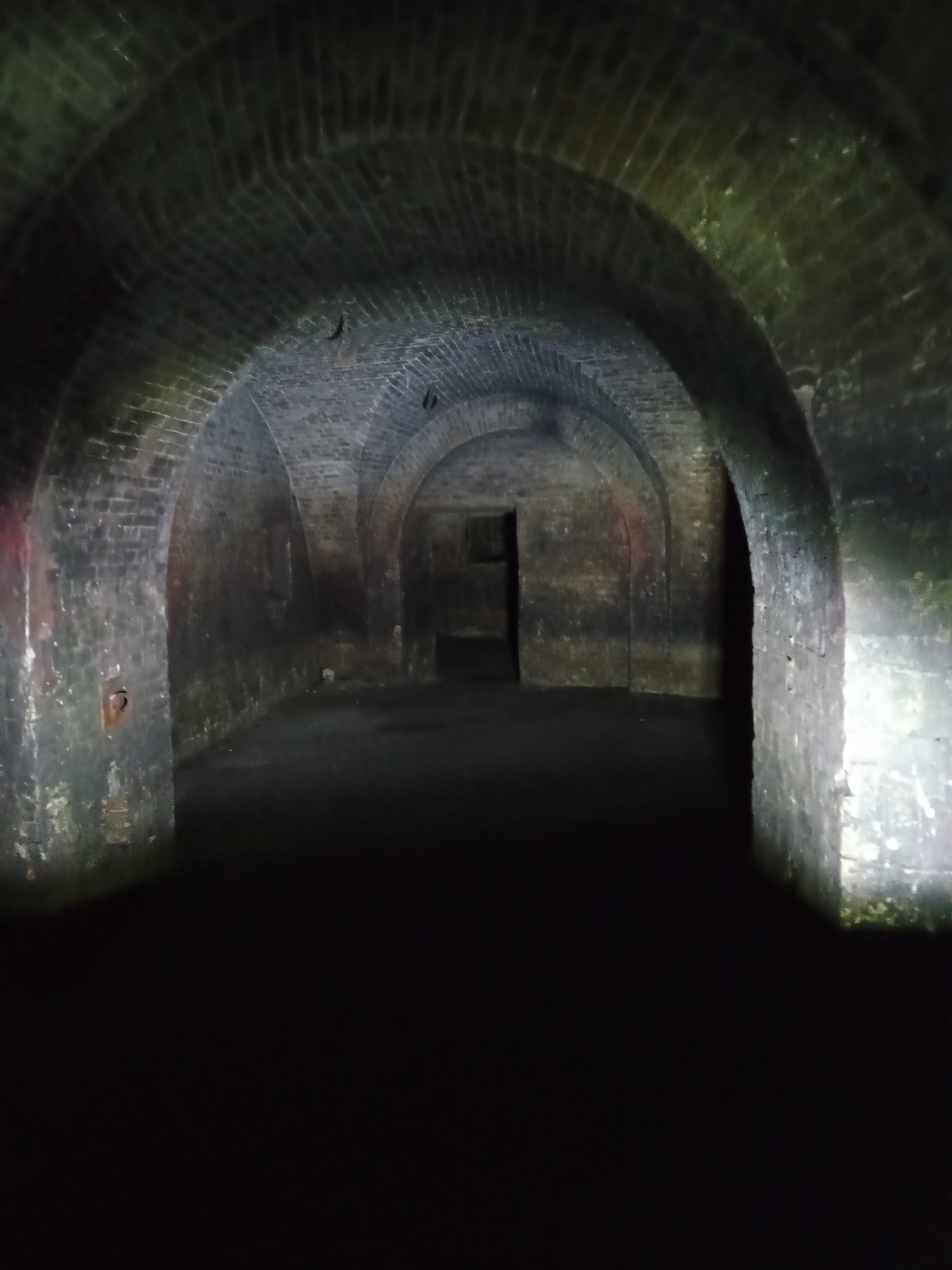
Підземелля Київської фортеці

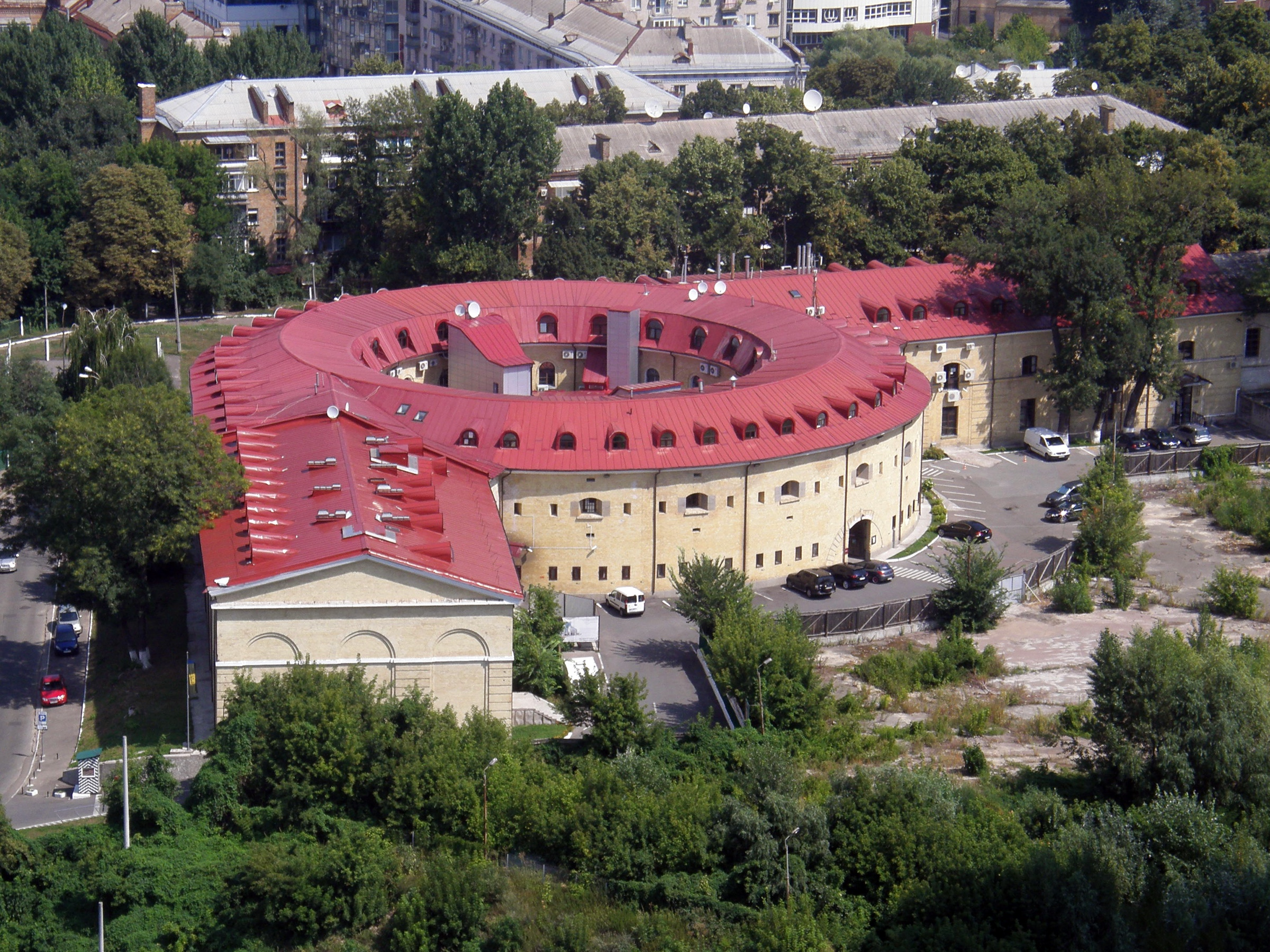
Башта № 5
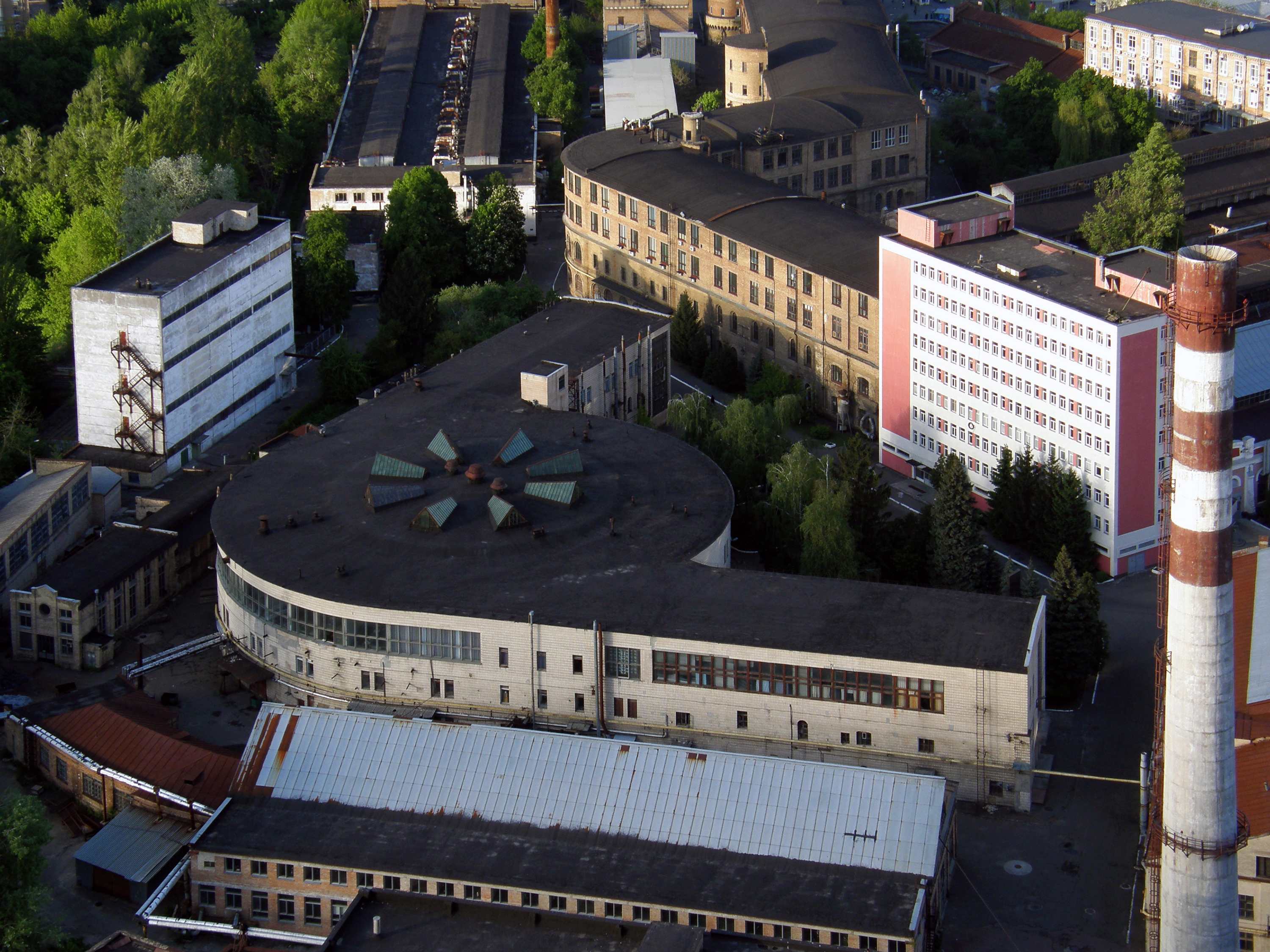
Башта № 6